# 萊恩鎮區 (堪薩斯州格林伍德縣)
萊恩鎮區（英語：Lane Township）為美國堪薩斯州格林伍德縣轄下的鎮區。2010年美国人口普查中此鎮區人口有113人。

## 地理
萊恩鎮區涵蓋總面積為139.0平方（53.68平方英里），其中陸地面積為138.5平方（53.47平方英里），水域面積為0.54平方（0.21平方英里）或0.39%。海拔高度299（981英尺）。

## 人口統計
根據2010年美國人口普查，萊恩鎮區人口有113人，其中男性有57人，女性有56人，人口密度為每平方公里0.81人，住房計86戶。鎮區內的白人有109人，非裔美國人有0人，美洲原住民有1人，亞裔美國人有0人，太平洋島裔美國人有0人，其他種族有0人，混血種族則有3人。此外鎮區內有0人為西班牙裔或拉丁裔美國人。此鎮區之年齡中位數為60.5歲，而男性年齡中位數為58.5歲，女性年齡中位數為62.3歲。